# پلیس امنیت عمومی فراجا
پلیس امنیت عمومی فراجا واحدی تازه‌تأسیس از فرماندهی انتظامی جمهوری اسلامی ایران و یکی از ۲ واحد منشعب‌شده از «پلیس اطلاعات و امنیت عمومی» (به‌اختصار پاوا) است. واحد دیگر، «سازمان اطلاعات فراجا» می‌باشد. فرماندهی این یگان، برعهده سرتیپ دوم ستاد، سید مجید فیض جعفری است.
پاوا که پیش‌تر با عنوان معاونت اطلاعات فراجا فعالیت می‌کرد، یک واحد تخصصی پلیس ایران بود، که وظیفه کنترل نظم و امنیت در کشور را برعهده داشت. نظارت بر اماکن عمومی، جمع‌آوری و دستگیری اراذل و اوباش سطح یک، کشف سلاح‌های جنگی و غیرمجاز، کنترل اتباع خارجی، صدور و کنترل گذرنامه در پایانه‌های مرزی و فرودگاه‌های بین‌المللی، حفاظت از اماکن دیپلماتیک، حفظ امنیت عمومی کشور و مجموعه‌ای از دیگر اقدامات اطلاعاتی و امنیتی از وظایف پلیس اطلاعات و امنیت بود.
همچنین پلیس مهاجرت و گذرنامه، پلیس دیپلماتیک، پلیس نظارت بر اماکن عمومی و نیز مجموعه یگان‌های امنیت اخلاقی (معروف به گشت ارشاد) زیرمجموعه پلیس امنیت عمومی هستند.
با تصویب طرح جامع ساختار و سازمان فرماندهی انتظامی جمهوری اسلامی ایران در آذر ۱۴۰۰، «پلیس اطلاعات و امنیت عمومی فراجا» به دو مجموعه سازمان اطلاعات فراجا و پلیس امنیت عمومی تبدیل شد.

## فرماندهان
| پلیس اطلاعات و امنیت عمومی نیروی انتظامی (پاواناجا) | پلیس اطلاعات و امنیت عمومی نیروی انتظامی (پاواناجا) | پلیس اطلاعات و امنیت عمومی نیروی انتظامی (پاواناجا) | پلیس اطلاعات و امنیت عمومی نیروی انتظامی (پاواناجا) | پلیس اطلاعات و امنیت عمومی نیروی انتظامی (پاواناجا) |
| ر.                                                  | فرمانده                                             | درجه نظامی                                          | آغاز تصدی                                           | پایان تصدی                                          |
| --------------------------------------------------- | --------------------------------------------------- | --------------------------------------------------- | --------------------------------------------------- | --------------------------------------------------- |
| ۱                                                   | حسین اشتری                                          | سرتیپ پاسدار                                        | ۱۳۸۴                                                | ۷ خرداد ۱۳۹۳                                        |
| ۲                                                   | غلامرضا رضائیان‌فر                                   | سرتیپ پاسدار                                        | ۷ خرداد ۱۳۹۳                                        | ۱۳ مرداد ۱۳۹۸                                       |
| ۳                                                   | محمد بابایی                                         | سرتیپ پاسدار                                        | ۱۳ مرداد ۱۳۹۸                                       | ۲ شهریور ۱۴۰۱                                       |
| پلیس امنیت عمومی فراجا                              |                                                     |                                                     |                                                     |                                                     |
| ر.                                                  | فرمانده                                             | درجه نظامی                                          | آغاز تصدی                                           | پایان تصدی                                          |
| ۱                                                   | حسن مفخمی‌شهرستانی                                   | سرتیپ‌دوم                                            | ۲ شهریور ۱۴۰۱                                       | ۹ خرداد ۱۴۰۲                                        |
| ۲                                                   | کیوان ظهیری                                         | سرتیپ‌دوم                                            | ۹ خرداد ۱۴۰۲                                        | ۵ آذر ۱۴۰۳                                          |
| ۳                                                   | سیدمجید فیض جعفری                                   | سرتیپ‌دوم                                            | ۵ آذر ۱۴۰۳                                          | در حال تصدی                                         |